# Sphaerophoria borealpina
Sphaerophoria borealpina är en tvåvingeart som beskrevs av Goeldlin 1989. Sphaerophoria borealpina ingår i släktet sländblomflugor, och familjen blomflugor.
Artens utbredningsområde är Schweiz. Inga underarter finns listade i Catalogue of Life.